# VIA Technologies
VIA Technologies Inc. (TWSE: 2388) és un desenvolupador taiwanès de circuits integrats, chipsets de plaques base, GPU, CPU x86 i memòries, i és part del Formosa Plastics Group. És el major fabricant independent de chipsets per a plaques mare. Com a fabricador Fabless de semiconductors, VIA realitza la investigació i desenvolupament dels seus chipsets a casa, i després subcontracta la fabricació a tercers (com TSMC). El nom de VIA és un acrònim de "Very Innovative Architecture" (Arquitectura Molt Innovadora).
El VIA Group (威盛集團) és una corporació taiwanesa centrat principalment en electrònica (com productes i components d'AV/IT) i entreteniment (com ara pel·lícules i música). El grup està format per VIA Technology (electrònica), VIA Telecom (electrònica), i HTC Corporation (marca de telèfons).

## Història
L'empresa va ser fundada el 1987 en Silicon Valley (Fremont, Califòrnia) per Wen Chi Chen (陳文琦), entre d'altres. Va ser emprat de Intel abans d'unir-se a la Symphony Laboratories, i sent director general (CEO) de Symphony decideix transformar-la en VIA. Chen transfereix els empleats de Symphony a Taiwan per iniciar la fabricació de xips. El 1992 es trasllada també la seu central a Taipéi, Taiwan.
El 1996 té un paper important en el grup de l'estàndard PC Common Architecture, impulsant el canvi del bus ISA al bus PCI.
El 1999 va adquirir la major part de Cyrix (aleshores una divisió de National Semiconductor) i Centaur Technology (inicialment pertanyent a IDT) fent-la entrar al mercat dels microprocessadorés x86. VIA és el creador dels processadors VIA C3 (llançat el 2001) i VIA C7 (llançat el 2005) i de la plataforma EPIA. La plataforma Cyrix MediaGX roman en poder de National Semiconductor. Aquests processadors s'han comercialitzat sobretot per al segment de miniportàtils i UMPC com el prototip VIA NanoBook i els miniportátiles basats en ell com el Cloudbook.
El 2001 crea una joint venture amb SonicBlue (Diamond Multimèdia) per a l'empresa de GPUs S3 Graphics. Després de la fallida de SonicBlue, S3 es converteix en una filial de VIA
L'octubre de 2001, VIA anuncia la creació de la VIA Platform Solutions Division (VPSD), que s'encarregaria del disseny d'un nou rang de plaques base i plataformes sota segell VIA. El 2004, la divisió canvia el seu nom a VIA Embedded Platform Division (VEPD), com a resultat de la focalització al mercat de la plataforma EPIA i les CPUs de baix consum.
En 2002, VIA va llançar el Projecte Canaan, fruit del qual es van crear el 2003 dues noves divisions: VIA Optical Solution, Inc. (controladors òptics d'emmagatzematge) i VIA Networking Technologies, Inc. (xarxes i comunicacions). A més adquireix l'equip de disseny CDMA2000 a LSI Logic per formar la filial VIA Telecom Inc. (amb seu a San Diego, Califòrnia) i focalitzada en l'estandar CDMA2000.
El febrer de 2005, VIA va celebrar la fabricació de la seva chipset VIA AMD número 100 Milions.

## Productes
Els chipsets de VIA són el seu producte principal i el més conegut (en competència amb ATI, AMD, Intel o NVIDIA), ocupant principalment el mercat de baix amb una àmplia varietat de solucions. VIA no fabrica (excepte para la plataforma EPIA) plaques mare per si mateixa, preferint deixar aquest negoci en mans dels seus principals clients. No obstant això, els productes de VIA inclouen controladors d'àudio, xarxes i connectivitat, CPUs de baixa potència, i fins i tot chipsets per regrabadoras de CD/DVD. Fabricants de plaques mare, perifèrics i PCs com ASUS compren els xips i solucions de VIA per incloure'ls en els seus productes.
A la fi de la dècada de 1990, VIA va començar a diversificar el seu negoci, i va realitzar diverses compres d'empreses que van acabar cristal·litzant en divisones de CPUs, GPUs, i xips de so. Amb els avanços a la tecnologia dels xips de silici, VIA precisa d'aquestes divisions per augmentar el nivell d'integració dels seus producte i romandre competitiva al mercat de chipsets.

### Circuits d'àudio
| Circuit | Freqüència de mostratge | Freqüència de mostratge | Resolució | Resolució |
| Circuit | Digital                 | Analògic                | Digital   | Analògic  |
| ------- | ----------------------- | ----------------------- | --------- | --------- |
| VT1613  | 96 kHz                  | 96 kHz                  | 20-bit    | 20-bit    |
| VT1618  | 96 kHz                  | 96 kHz                  | 20-bit    | 20-bit    |
| VT1708B | 96 kHz                  | 192 kHz                 | 24-bit    | 24-bit    |

### Processadors
| Sèries   | Model    | Nucli    | Freqüència [MHz] | Bus Frontal [MHz] | Any       | Procés [nm] | Mida [mm^2] | Potència [W] | L2 Cache [K] | L1 I/D Cache [K] | Rendiment [SPEC2000]   |
| -------- | -------- | -------- | ---------------- | ----------------- | --------- | ----------- | ----------- | ------------ | ------------ | ---------------- | ---------------------- |
| Eden     | Eden ESP | Samuel 2 | 300-600          | 66/100/133        | 2001      | 150         | 35x35       | 2.5-6        | 64           | 64/64            |                        |
| Eden     | Eden ESP | Nehemiah | 667-1000         | 133/200           | 2003-2004 | 130         | 35x35       | 6-7          | 64           | 64/64            |                        |
| Eden     | Eden-N   | Nehemiah | 533-1000         | 133               | 2003      | 130         | 15x15       | 2.5-7        | 64           | 64/64            |                        |
| Eden     | Eden     | Esther   | 400-1500         | 400-800           | 2006-2007 | 90          | 30          | <7.5         | 128          | 32/32            |                        |
| Eden     | Eden X2  | ?        | 800              | ?                 | 2011      | 40          | 11x6        | ?            | ?            |                  |                        |
| C3       | C3       | Samuel 2 | 667-800          | 100-133           | 2001      | 150         |             | 13           | 64           | 64/64            |                        |
| C3       | C3       | Ezra     | 800-1000         | 100-133           | 2002      | 130         |             | 8.3-10       | 64           | 64/64            |                        |
| C3       | C3       | Nehemiah | 1000-1400        | 133-200           | 2003      | 130         | 35x35       | 15-21        | 64           | 64/64            |                        |
| C3       | C3-M     | Nehemiah | 1000-1400        | 133-200           | 2003      | 130         | 35x35       | 11-19        | 64           | 64/64            |                        |
| C7       | C7-D     | Esther   | 1500-1800        | 400               | 2006      | 90          | 21x21       | 20-25        | 128          | 16/16            |                        |
| C7       | C7-M     | Esther   | 1000-2000        | 400               | 2005      | 90          | 21x21       | 12-20        | 128          | 16/16            |                        |
| C7       | C7       | Esther   | 1500-2000        | 800               | 2007      | 90          | 21x21       | 12-20        | 128          | 16/16            |                        |
| PV530    | PV530    | Esther   | 1800             | 800               | ?         | 90          | 21x21       | ?            | 128          | 64/64?           |                        |
| Nano     | Nano     | Isaiah   | 1000-1800        | 533-800           | 2008      | 65          | 8x8         | 5-25         | 1024         | 64/64            |                        |
| Nano     | Nano X2  | Isaiah   | 1200+            | 800               | 2011      | 40          | 11x6        | 13           | 2x 1024      | 2x 64/64         | 955/891 17.1/14.5 rate |
| QuadCore | QuadCore | Isaiah   | 1200+            | 1333              | 2011      | 40          | 2x 11x6     | 27.5         | 4x 1024      | 4x 64/64         | 30.1/24.1 rate         |
| Sèries   | Model    | Nucli    | Freqüència [MHz] | Bus Frontal [MHz] | Any       | Procés [nm] | Mida [mm^2] | Potència [W] | L2 Cache [K] | L1 I/D Cache [K] | Rendiment [SPEC2000]   |

### Chipsets

#### VX900[6]
- Processadors compatibles

- Processadors VIA Nano™, VIA Nano 3000 Series™, VIA C7®-M processor i VIA Eden™
- Protocol V4 suportant 800/533/400MHz FSB

- Controlador de Memòria

- Suporta fins a dos 32/64-bit DIMMs sense búffer
- DDR3 1066MHz / DDR2 667

- Processador Unificat de Descodificació de Vídeo

- WMV / VC1 Mode de Descodificació de Vídeo

- VC-1 SP/MP/AP al nivell 3.0
- Accelera AP@L3 des de VLD a iDCT
- Desbloqueig de filtrat
- Adaptive macroblock quantization

- H.264 Decode Mode

- Accelerates MP@L4.1 H.264 Stream from VLD level
- Multi-mode, multi-reference MC
- Interlaced frame / MBAFF decoding
- CAVLC and CABAC support
- Inner loop de-block filter
- BP/MP/HP (CABAC or CAVLC) up to level 4.1

- MPEG-2 decoding mode

- Fully compatible ISO/IEC spec in main profile
- Supports VLD
- XVID
- Interlaced frame decoding
- Supports 1/4 –pixel MC

- High Definition Audio Interface

- Up to 32-bit sample depth at 192 kHz sampling rate
- Supports three independent codecs streams
- Supports jack sensing and retasking

- Integrated 2D Graphics Processor

- 128-bit 2D engine with hardware rotation capability
- High Definition video processor with VMR capability
- Up to 256 MB frame buffer

- Integrated 3D Graphics Processor

- 250MHz engine clock
- VIA Chrome9 HC3 – programmable DirectX 9 graphics engine
- 128-bit DX9 graphics engine with 2PS and 2VS
- Internal full ARGB for high rendering quality

- Display Support

- Dedicated CRT interface
- Single channel LVDS transmitter
- DVP1 to external HDMI/LVDS/DVI transmitter and TV encoder
- Multiplexed interface for DisplayPort/HDMI
- Multiplexed interface for DisplayPort/PCI Express
- Supports DuoView+ dual image capability

- Video Capture Port

- Parallel and serial Transport Stream inputs
- Supports 8-bit or 16-bit CCIR656/601 input
- External Hsync / Vsync support
- Supports HD resolution up to 1080i 60 or 1080p 30

- Storage and Peripheral Interface

- 2 SATA 2.0 interface
- Support SD/MMC/MS/MS pro memory card interface
- Supports PCI-Express one 4-lane and two 1-lane ports
- Supports eight USB 2.0 ports
- Supports PCI and LPC buses
- Supports SDIO and SPI
- Supports four UART ports

- Power Management

- ACPI 3.0 and PCI Bus Power Management 1.1 compliant
- Extensive system power management

#### VN1000[7]
- Suport del Processador

- Processadors VIA Nano, VIA C7, C7-D i Eden™ (V4)

- PowerSaver™ Support

- Yes

- VIA V4 Bus

- 400/800 MHz

- Memory Support

- DDR2 677/800 and DDR3 800/1066

- Max Memory

- 16GB

- PCI Express

- One 8-lane, four 1-lane

- North/South Bridge Link

- Ultra V-Link (1GB/s)

- Graphics Core

- VIA Chrome 520

- DirectX Graphics

- DirectX10.1

- Video Acceleration

- H.264, WMV, MPEG-2

- HDTV support

- Yes – HTDV resolutions inc 1080p, 1080i and 720P

- Multi-Display Support

- Yes – including dual HDMI DisplayPort and LVDS

## Evolució del mercat
Com un proveïdor establert de components para PC, en particular per a la plataforma Super Socket 7, la posició actual de VIA al mercat deriva de l'èxit dels seus chipsets para Pentium III. Intel va cometre l'error de suspendre el desenvolupament de chipsets SDRAM, declarant que d'ara endavant només suportaria memòria RAMBUS. Sent RAMBUS bastant més cara en el seu moment i oferint poques o cap avantatge en el rendiment, els fabricants es van trobar que l'únic proveïdor de chipsets SDRAM amb un rendiment similar als d'Intel i un preu menor era VIA.
Si bé històricament els chipsets VIA han tingut problemes de compatibilitat i rendiment, especialment en la implementació de AGP, un programa intern per millorar els estàndards de producció va començar a donar fruit. VIA va oferir chipsets d'alt rendiment, estables i madurs, la qual cosa va esdevenir en un gran atractiu per al mercat, disparant els guanys. Moltes empreses que abans van mantenir polítiques de comprar només productes Intel, per primera vegada van realitzar demanats d'alt volum a VIA, i van quedar satisfets amb el resultat. Intel finalment va tornar al desenvolupament de chipsets SDRAM, produint el chipset Intel 815, amb suport de memòria SDRAM a 133 MHz i un Front Side Bus a 133 MHz. Com NVIDIA apareix amb el poderós chipset nForce2 para Athlon, el mercat de VIA va començar a declinar. Al mateix temps es va beneficiar de la popularitat de la CPU AMD Athlon, pel qual VIA va vendre milions de chipsets.
En resposta a un mercat més competitiu, VIA va decidir comprar el comatoso negoci de S3 Graphics. Encara que el chipset Savage no era prou ràpid com per competir com una solució discreta, els seus baixos costos de fabricació ho van fer ideal per al mercat de solucions integrades, com a part del northbridge de VIA. Amb VIA, la marca S3 ha aconseguit una quota de mercat de gràfics para PC del 10%, després d'Intel, ATI, i NVIDIA. VIA també inclou el xip de so VIA Envy per integrar en placa base i targeta de so, amb so de qualitat de 24-bits.
Encara que els chipsets VIA dissenyats para Pentium 4 han lluitat per guanyar quota de mercat de cara a les amenaces legals d'Intel, el chipset VIA K8T800 pel Athlon 64 ha estat popular.
VIA també ha seguit desenvolupant els seus processadors VIA C3 i VIA C7, amb l'objectiu del mercat de baix consum, en el qual VIA ha obtingut l'èxit. El gener del 2008, va anunciar el VIA Isaiah, amb una grandària d'11 x 11 mm, una CPU x86-64 amb suport de Virtualització que s'espera que aparegui en el primer trimestre de 2008 per al mercat del PC Ultra Mòbil.
L'agost de 2008 en una entrevista a la web britànica CustomPC, Richard Brown, un dels vicepresidents de VIA va declarar que l'empresa es retiraria del negoci de chipsets per CPUs de tercers (Intel, AMD) per centrar-se en les seves pròpies CPUs i chipsets per a plaques basis destinades a aquestes CPUs.

## Qüestions legals
Basant-se en la compra d'IDT Centaur, VIA sembla haver adquirit almenys tres patents, que cobreixen aspectes clau de la tecnologia de processador utilitzada per Intel. Amb aquestes patents com a base, VIA va arribar en 2003 a un acord d'encreuament de patents amb Intel per un període de 10 anys, la qual cosa permet a VIA seguir al mercat de disseny i fabricació de CPUs compatibles x86. VIA també va aconseguir un període de gràcia de tres anys durant el qual pot seguir usant la infraestructura socket d'Intel.

## Accionistes i filials per zona
VIA Technologies forma tot un seguit d'accionistes i filials territorials al voltant del món:

### Taiwan
- HTC Corporation
- VIA Telecom
- WonderMedia[11]

### Resta del món
- HTC America, Inc.
- HTC Europe Co., Ltd.
- HTC Nippon Corporation
- HTC Latin America (Brasil)
- VIA Technologies (China) Co., Ltd.
- VIA Technologies (Shanghai) Co., Ltd.
- VIA Technologies (Shenzhen) Co., Ltd.
- VIA Technologies, Japan K.K.
- VIA Technologies, Korea
- VIA Technologies, GmbH
- VIA Centaur
- VIA Technologies CPU, Inc.